# Tokke
Tokke és un municipi situat al comtat de Telemark, Noruega. Té 2.246 habitants (2016) i la seva superfície és de 984,48 km². El centre administratiu del municipi és el poble de Dalen.
Hi podem trobar l'església de fusta d'Eidsborg.